# Пьеве-Вергонте
Пьеве-Вергонте (итал. Pieve Vergonte) — коммуна в Италии, располагается в регионе Пьемонт, в провинции Вербано-Кузьо-Оссола.
Население составляет 2680 человек (2008 г.), плотность населения составляет 65 чел./км². Занимает площадь 41 км². Почтовый индекс — 28886. Телефонный код — 0324.
Покровителями коммуны почитаются святые Викентий Сарагосский и Анастасий Персиянин, празднование 22 января.

## Демография
Динамика населения:

## Администрация коммуны
- Официальный сайт: http://www.comunepievevergonte.it/